# Павловське (Старицький район)
Павловське (рос. Павловское) — присілок в Старицькому районі Тверської області Російської Федерації.
Населення становить 11 осіб. Входить до складу муніципального утворення Берновське сільське поселення.

## Історія
Від 2005 року входить до складу муніципального утворення Берновське сільське поселення. Раніше населений пункт належав до Берновського сільського округу.

## Населення
| 2008 | 2010 |
| ---- | ---- |
| 9    | ↗11  |